# Keva Bethel
Keva Bethel (18 de agosto de 1935 - 15 de febrero de 2011) fue una educadora bahameña y la primera presidenta del College of the Bahamas. En 1995, fue honrada como compañera de la Orden de San Miguel y San Jorge.

## Biografía
Keva Marie Eldon nació el 18 de agosto de 1935 en la parroquia de Saint Matthews, en New Providence, en las Bahamas, en ese momento una colonia de la corona del Imperio Británico, hija de Rowena Hill y Sidney Eldon. Asistió al Queen's College en Nasáu, donde se graduó en 1950. Se matriculó en Kirby Lodge School en Little Shelford como preparación para los exámenes de Cambridge. Después de dos años de estudio, ingresó a Girton College, Cambridge estudiando idiomas, con especialización en francés y español, graduándose en 1959.

## Carrera
Al regresar a Nassau ese mismo año, comenzó a enseñar en la Government High School (GHS). En 1966, fue nombrada directora adjunta de GHS y comenzó a participar en las fases de planificación para el establecimiento del College of the Bahamas. En 1975, cuando se inauguró, se trasladó allí como la primera presidenta del Departamento de Humanidades. Posteriormente se desempeñó como decana académica y subdirectora. En 1981, completó su doctorado en la Universidad de Alberta y al año siguiente fue nombrada directora del College of the Bahamas, dirigiendo la organización durante los siguientes dieciséis años. Durante su mandato, trabajó para cambiar el plan de estudios de ofrecer títulos asociados a una institución de licenciatura totalmente acreditada y presionó para que se reorganizara en una universidad. Cuando la institución se reorganizó en 1995, se convirtió en la presidenta inaugural y ese mismo año fue honrada como compañera de la Orden de San Miguel y San Jorge. Se desempeñó como presidenta hasta 1998, cuando se jubiló.
Después de su jubilación, comenzó a escribir un libro que relata la historia de la educación en las Bahamas, que no había completado en el momento de su muerte. Durante este tiempo, también sirvió en el Consejo Asesor Nacional en Educación y Programa de Préstamos para Estudiantes del Gobierno.

## Muerte y legado
Falleció de cáncer de ovario el 15 de febrero de 2011 en Nassau. Es recordada por sus contribuciones al desarrollo de la educación y la Universidad de las Bahamas.